# Viscount (orgelbouwer)
Viscount is een fabrikant van muziekinstrumenten, gevestigd in Mondaino (Italië). Het merk werd in 1969 geregistreerd door Marcello Galanti, maar het bedrijf werd eind 19de eeuw opgericht door zijn voorvader Antonoi Galanti. Na 1969 lag de primaire focus van Viscount op klassieke elektronische orgels voor thuis- en kerkgebruik, en digitale piano's.
In de jaren 2000 werden verschillende alternatieve merken opgericht om uit te breiden naar andere markten: respectievelijk 'VERSE' en 'Voice System' voor de high- en low-end Pro-Audio-markten en 'Physis' voor digitale orgels met behulp van Viscount's 'physical modeling technology'. Het bedrijf gebruikte ook jarenlang het merk 'Oberheim' om vintage orgels, synthesizers en gitaareffecten op de markt te brengen. Momenteel zijn de productie- en R&D-activiteiten van Viscount gevestigd in Italië. Het bedrijf is sinds de oprichting onafgebroken eigendom van de familie Galanti.

## Geschiedenis

### 20ste eeuw
De geschiedenis van het bedrijf begint aan het einde van de 19e eeuw toen Antonio Galanti, muzikant en vakman, een kleine accordeonproductiefaciliteit oprichtte in Mondaino, Italië. Dit werd een familiebedrijf en werd in de jaren daarna uitgebreid: in 1917 werd de eerste Galanti-fabriek opgericht in Mondaino en daarna werd de activiteit overgenomen door zijn zoon Egidio. Samen met de accordeons werden veel gitaren geproduceerd onder het merk Galanti Electro Music. Tussen 1910 en 1920 verhuisden Domenico, Egidio en Robusto naar de VS om accordeons naar Amerika te importeren. Gedurende deze jaren zijn er in de VS enkele patenten verleend.
Na 1955 keerden de gebroeders Galanti terug naar Italië om hun bedrijf weer in hun thuisland te vestigen. Met de veranderende tijden verschoof de productie naar nieuwe instrumenten en in 1959 begon een van Egidio's zonen, Marcello, met de productie van elektronische instrumenten, waarbij hij in 1969 zijn eigen bedrijf genaamd Intercontinental Electronics SpA en de Viscount-merknaam begon, voornamelijk gewijd op elektronische orgels. 
Zoals het geval is met de meeste fabrikanten van muziekinstrumenten aan de centrale Adriatische kust, zoals Eko, Farfisa, FBT, omvatte de productie door de jaren heen een breed scala aan instrumenten - zoals elektrische gitaren, huisorgels, accordeons, synthesizers en luidsprekers.

### 21ste eeuw
In 1999 stierf Marcello Galanti en liet zijn bedrijf over aan zijn zoon Mauro en dochter Loriana, die de productcatalogus vernieuwden en hun R&D-personeel uitbreidden, inclusief een nieuw R&D-laboratorium in Ancona, Italië.
Gedurende deze jaren gebruikte Viscount het merk 'Oberheim' om nieuwe producten op de markt te brengen: de MC master keyboard-serie, de OB-12 digitale synthesizer en de OB-3 vintage orgellijn (nu DB-orgels genoemd en rechtstreeks op de markt gebracht onder het merk Viscount) en de GM- 1000 gitaarprocessor. Er werden ook nieuwe digitale piano's geïntroduceerd onder het merk Galileo. 
Tegelijkertijd was de business de afgelopen twee decennia vooral gericht op klassieke orgels. In 2007 lanceerde Viscount een nieuwe serie digitale versterkte luidsprekers, onder het merk VERSE, ontwikkeld door een nieuw R&D-team, waarbij de D:SIDER-lijn de duurdere producten zijn en waarin een digitale D-versterker, een DSP en een afstandsbediening zijn ingebed.
In 2008 schonk Viscount het leven aan een nieuw merk, 'Physis', voor de productie van een nieuwe generatie klassieke orgels, gebaseerd op een nieuwe geluidssynthesetechnologie, physical modelling, gepatenteerd in Italië en andere landen. Deze synthesetechnologie, hoewel gebruikelijk voor de nabootsing van andere muziekinstrumenten (zoals gitaren en koperblazers), is op het moment van schrijven de enige bekende verwezenlijking voor de nabootsing van orgelpijpen.

## Producten

### Uitverkochte producten
De meest opvallende instrumenten uit de eerste helft van de 20e eeuw zijn:
- Dominator accordeon serie
- Super Classic accordeons
- Galanti Electro Music-gitaren (zoals de Grand-Prix-serie)

Meer recentelijk stopgezette producten:
- de Oberheim OB12 virtuele analoge synthesizer
- de MC-serie master keyboards
- de OB-3, D9, OB32 vintage orgel serie (nu vervangen door de DB-serie)
- de eerste Prestige-serie klassieke orgels (nu vervangen door een nieuwe Prestige-serie)
- de Eclipse Digital versterkte luidsprekers, een vroege poging tot het concept van digitale versterkte luidsprekers

### Recente producten
Het bedrijf begon sinds eind jaren zestig met de productie van elektronische orgels (huisorgels, neon toonwielorgels, kerkorgels, enz.). Veel van deze orgels werden in de VS en het VK op de markt gebracht met verschillende merken, zoals Baldwin, Vox en Fujiha.
In de jaren 2000 lanceerde het bedrijf nieuwe producten en merken en ontwikkelde het nieuwe technologieën, waarvan sommige gedekt zijn door patenten. Enkele van deze producten zijn:
- de Unico-lijn van 'physical modelling' orgels, met behulp van Physis-technologie
- VERSE digitale luidsprekers
- Alpha digitale mixers, een poging om digitale mixers naar de low-end markt te brengen

#### Physis: physical modelling technologie
Physis verwijst naar de 'physical modelling' technologie die is ontwikkeld door Viscount en werd gelanceerd in 2008.
De Physis-technologie wordt gebruikt in volgende series: 
- Unico
- Unico CL: een uitgeklede versie van de Unico
- Sonus: een compactere speeltafel, met extra geïntegreerde luidsprekers om de ruimtelijkheid te kunnen reproduceren, nieuw geluidssysteem genaamd RAR (Real Audio Rendering)
- Ouverture: eveneens geluidssysteem RAR (Real Audio Rendering)

In Engelstalig gebied zijn dit ook nog volgende series:
- Regent
- Envoy

Deze series met Physis-technologie zijn alleen gebaseerd op 'physical modelling' synthese. Ze gebruiken niet langer samplingtechnologie, momenteel de meest voorkomende synthesetechnologie voor muziekinstrumenten.
Orgels met Physis hebben ook een Linux-aangedreven besturingssysteem, waardoor het in staat is om USB-apparaten zoals USB-sticks en verschillende DSP's voor de geluidssynthese te beheren. Met deze nieuwe producten lijkt Viscount weer wat aan populariteit te hebben gewonnen in de VS, na een demo-tour met Cameron Carpenter als speler.

#### Sampling-technologie
Sampling-technologie wordt in volgende series van klassieke orgels gebruikt:
- Vivace: 'age sampling technology'
- Chorale: 'age sampling technology'
- Chorum: 'ARTEM technology' (Advanced Real TEchnology Music)
- Cantorum: 'ARTEM technology' (Advanced Real TEchnology Music)